# Ch-38

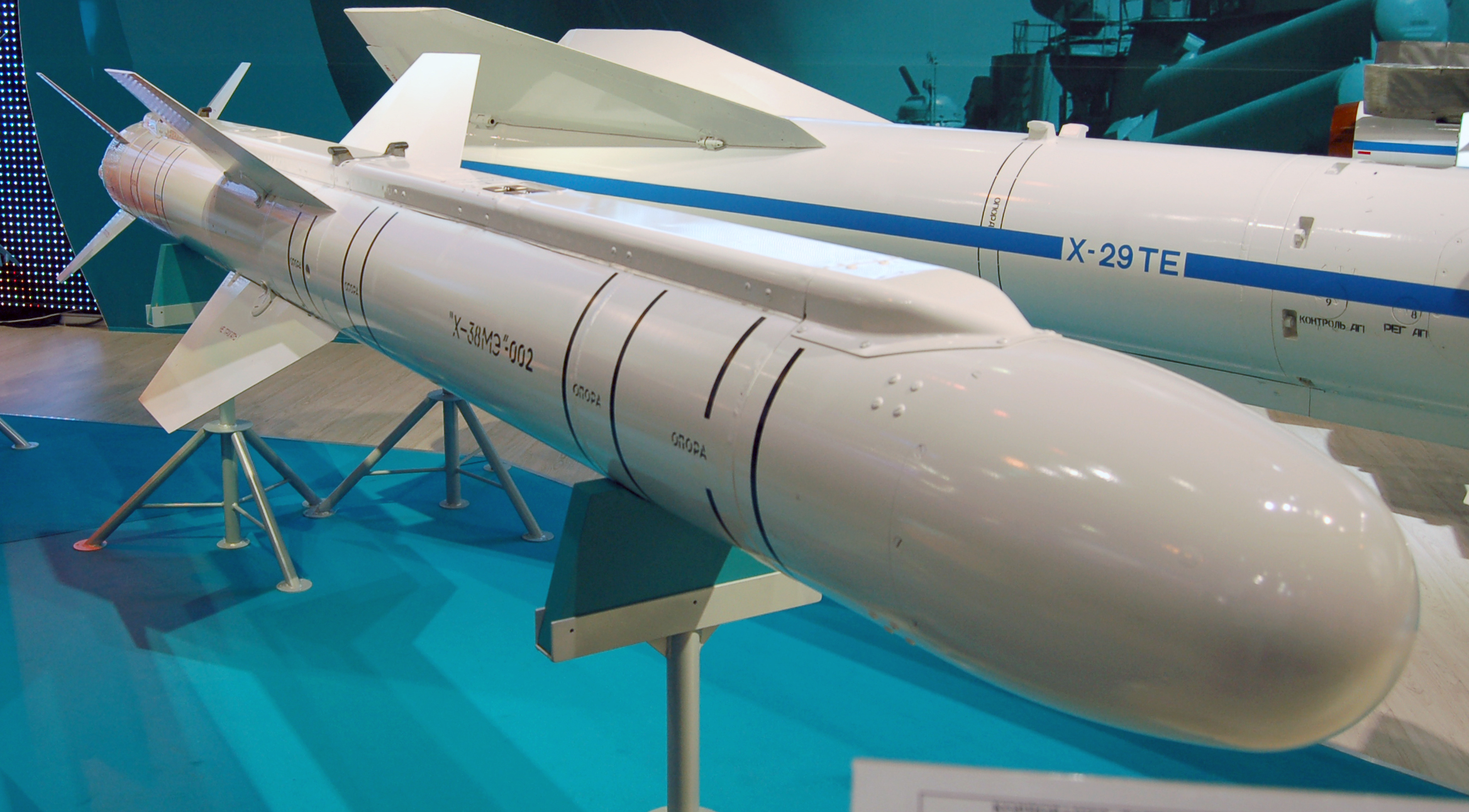
Ch-38 na výstavě МАKS 2009

Ch-38 jsou rakety typu vzduch-země krátkého dosahu, které jsou nástupci střel Ch-25 a Ch-29. Jsou určeny k ničení pozemních cílů nebo hladinových plavidel nacházejících se v pobřežním pásmu.
Střela má být integrována hlavně ve stíhačce páté generace T-50 PAK FA, ale také v strojích Su-34, MiG-29SMT, Su-30, Su-35 a MiG-35.
Poprvé byla Ch-38 představena veřejnosti na výstavě МАKS v roce 2007.

## Konstrukce a vlastnosti
Ch-38 je dlouhá 4,2 m, průměr 31 cm a rozpětí řídících ploch 1,14 m. Celková hmotnost rakety je 520 kg, přičemž bojová část váží 250 kg. Bojová část je v závislosti na variantě střely buď tříštivo-trhavá (Ch-38MAE, Ch-38ml a Ch-38MTE), průbojná (Ch-38MAE, Ch-38ML a Ch-38MTE) nebo kazetová (Ch-38MKE).
Střely mohou být odpalovány při rychlostech od 54 do 1620 km/hb v letové hladině 200 – 12000 m. Efektivní dostřel rakety je 3 – 40 km a v okamžiku odpalu může být nosič od cíle odkloněn až o ± 80°. Ch-38 je poháněna raketovým motorem na tuhá paliva, který jí umožňuje dosáhnout rychlosti Mach 2,2.
Křídla střely jsou skládací, což umožňuje její zavěšení i do vnitřní šachty stíhačky T-50 PAK FA.
Uváděná životnost rakety je 10 let.

## Varianty
- Ch-38ML - verze s inerciálním a poloaktivním laserovým systémem navedení.
- Ch-38MAE - verze s inerciálním a aktivním radiolokačním systémem navedení.
- Ch-38MTE - verze s inerciálním a infračerveným systémem navedení.
- Ch-38MKE - verze s inerciálním a satelitním systémem navedení (GLONASS).[3]

## Uživatelé
Rusko
- Ruské letectvo